# Autostrada A10 (Francja)
Autostrada A10 (fr. Autoroute A10) także L'Aquitaine (Akwitanka) – autostrada w zachodniej Francji w ciągu tras europejskich E5, E50, E60, oraz E606.

## Informacje ogólne
A 10 jest jedną z głównych autostrad Francji, łączącą Paryż z Bordeaux. Stanowi część połączenia Paryża z północną Hiszpanią oraz Portugalią. Na całej długości autostrady istnieją dwa pasy ruchu w każdą stronę, jednak między Paryżem a Tours i w pobliżu Bordeaux ich liczba rośnie do 3. Całkowita długość autostrady wynosi 545 km, co czyni ją najdłuższą autostradą we Francji. Istnieją dwa odcinki płatne – północny, o długości ok. 160 km, zarządzany przez Cofiroute oraz południowy, o długości ok. 300km, zarządzany przez ASF.
Punkty poboru opłat (fr. Gare de péage) znajdują się na każdym z wjazdów/zjazdów oraz na końcach płatnych odcinków.

## Przebieg trasy
Autostrada rozpoczyna się na przedmieściach Paryża, gdzie autostrady A 6a i A 6b dają początek autostradom A 6 i A 10.
A 10 biegnie dalej na południe, do Orleanu. Na zachodnich przedmieściach tego miasta z A 10 wybiega autostrada A 71, której trasa jest kontynuacją jej przebiegu w kierunku południowym, zaś sama A 10 skręca na zachód, w kierunku Tours. Wciąż w kierunku południowo-zachodnim, A 10 przebiega obok miast Tours, Poitiers, Niort i Saintes. Odcinek Niort – Bordeaux biegnie już prawie dokładnie w kierunku południowym. A 10 kończy się połączeniem z obwodnicą Bordeaux, na przedmieściach stolicy Akwitanii.